# 宇都宮文星女子高等学校
宇都宮文星女子高等学校（うつのみやぶんせい じょしこうとうがっこう）は、栃木県宇都宮市北一の沢町にある私立高等学校。

## 特色
文星芸術大学の附属校である。宇都宮文星短期大学と文星芸術大学附属高等学校と文星芸術大学附属中学校は姉妹校である。
また、バスケットボール部は全国高等学校総合体育大会（インターハイ）で全国優勝4回（1961年、1962年、1964年、1967年）、バレーボール部もインターハイで全国優勝2回（1978年、1981年）、国体で全国優勝2回、春高バレーで全国準優勝を3回（1978年、1980年、1981年）している。2022年、36年ぶりにインターハイに出場を果たした。ちなみに、当時のバレーボール部監督の森嶋昭夫は、その後、陸上部の監督となり、駅伝で全国大会に2回出場した。

### 運営主体
- 学校法人 宇都宮学園

### 学科
- 秀英特進科
  - 秀英特進コース
  - 英語留学コース
- 普通科
  - 選抜進学コース
  - 美術デザインコース
  - 文理探求コース
    - 文理進学系
    - 教養進学系
    - 幼児教育系
    - 食物栄養系
    - 社会福祉系

- 総合ビジネス科
  - ICTコース
  - 会計流通コース
    - 会計系
    - 流通系

### 所在地
- 〒320-0048 栃木県宇都宮市北一の沢町24番35号

### アクセス
- JR宇都宮線「宇都宮駅」よりバス20分。
- 東武宇都宮線「東武宇都宮駅」よりバス10分。

## 沿革
- 1929年6月17日 - 宇都宮女子実業学校創立
- 1943年11月24日 - 財団法人宇都宮女子商業学校に組織変更及び改称
- 1944年3月31日 - 宇都宮第二女子商業学校設立
- 1948年1月23日 - 学制改革により新制高校へ移行。宇都宮女子商業高校、宇都宮第二女子商業高校を合併、宇都宮学園高等学校女子部となる
- 1953年10月7日 - 組織変更し校名を宇都宮女子商業高等学校として宇都宮学園高等学校より独立
- 1996年4月1日 - 宇都宮文星女子高等学校に校名変更
- 2009年12月3日 - 宇都宮文星女子高等学校創立80周年記念新体育館竣工

## 部活動
- 陸上競技部 - 全国高等学校駅伝競走大会出場3回。
- サッカー部 - 全日本高等学校女子サッカー選手権大会出場6回。
- ソフトテニス部
- ソフトボール部 - 選抜大会出場12回、高校総体出場18回。
- バスケットボール部 - 高校総体出場37回。
- バドミントン部 - 高校総体出場12回。
- バレーボール部 - 春の高校バレー出場17回、高校総体出場18回。
- 卓球部
- 剣道部

## 著名な出身者
- 高口里純 - 漫画家、代表作『花のあすか組!』『ロンタイBABY』など
- 横山アサ子 - 元バスケットボール選手
- 生井けい子 - 元バスケットボール選手、モントリオールオリンピック日本代表
- 大野由美子 - 元バスケットボール選手
- 原裕美子 - 陸上競技・マラソン選手
- 長谷川咲恵 - 元女子プロレスラー、高校時代は護身道部
- 篠原孝子 - 元バレーボール選手
- チャオズ箕輪 - プロボクサー、高校時代は護身道部
- ニックス・エミ - 姉妹漫才師
- 篠崎愛 - プロゴルファー
- 成田恵理 - サッカー選手